# Dipoena nipponica
Dipoena nipponica là một loài nhện trong họ Theridiidae.
Loài này thuộc chi Dipoena. Dipoena nipponica được Hajime Yoshida miêu tả năm 2002.